# اردک (قزوین)
اردک (قزوین)، روستایی از توابع بخش طارم سفلی شهرستان قزوین در استان قزوین ایران است.

## تاریخ

### اماکن تاریخی
تپه دال باغ که یک تپه تاریخی است در این روستا قرار دارد.

### اردک در کتاب فرهنگ جغرافیایی ایران
اردک در کتاب فرهنگ جغرافیایی ایران تألیف رزم‌آرا در سال ۱۳۳۵ این گونه ذکر شده است:
ده جزء دهستان طارم سفلی بخش سیردان شهرستان زنجان. ۲۷ کیلومتری جنوب شرقی سیردان، ۱۲ کیلومتری راه مالرو عمومی سیردان به ابهر. کوهستان سردسیر، سکنه ۱۸۱، شیعه، ترکی. از رودخانه علی‌آباد، غلات و مختصر عسل، شغل زراعت، گلیم، جاجیم بافی، راه مالرو و صعب‌العبور.

## جمعیت
این روستا در دهستان چوقور قرار دارد و براساس سرشماری مرکز آمار ایران در سال ۱۳۹۵، جمعیت آن ۴۸۰ نفر (۱۱۲خانوار) بوده‌است. جمعیت دائمی این روستا در حال حاضر بیش از ۵۰۰ نفر می‌باشد که بر اثر اشتباه مأمور آمار در سرشماری سال ۱۳۹۵ حدود ۳۶۶ نفر ثبت شده است. مردم روستای اردک مانند دیگر مناطق طارم به زبان ترکی آذربایجانی سخن می‌گویند.این روستا دارای بیش از ۸۰ نفر دانش آموز و مدرسه در مقاطع ابتدایی و متوسطه اول می‌باشد.